# Palazzo Marigliano
El Palazzo Marigliano, también conocido como Palazzo di Capua, es un palacio monumental situado en Spaccanapoli, en pleno centro histórico de Nápoles, Italia. Actualmente es sede de la Soprintendenza Archivistica e Bibliografica della Campania (en castellano, Superintendencia De Archivos y Bibliografía de la Campania). 

## Historia
El palacio fue construido entre 1512 y 1513 por encargo de Bartolomeo di Capua, príncipe de la Riccia y conde de Altavilla. El proyecto fue confiado a Giovanni Francesco Mormando, quien realizó un valioso ejemplo de arquitectura renacentista napolitana. El edificio, posteriormente, se convirtió en propiedad de los condes de Saponara y de la familia Marigliano.
Entre los siglos XVIII y XIX fue profundamente remodelado: la realización del patio del siglo XVIII, que se desarrolla sobre dos niveles conectados por una valiosa doble escalera, fue anterior a las modificaciones que llevaron a la abertura de algunas tiendas en la fachada y a la sustitución de los pilares jónicos con una esbleta y sencilla franja de mármol, que fueron llevadas a cabo en el siglo XIX.
En el vestíbulo se encuentran dos inscripciones: una, a la izquierda de la entrada y parcialmente desgastada, recuerda que en el palacio vivió Constancia de Clermont, esposa del rey Ladislao I de Nápoles y luego del príncipe Andrea di Capua; la otra, a la derecha, recuerda la conspiración de los Macchia de 1701, que fue maquinada en este palacio.

## Descripción
La fachada es de tres niveles, con un basamento de roca piperno en el que fueron abiertas algunas tiendas; el primer nivel se caracteriza por simples aberturas rectangulares; el segundo, por ventanas de arco de medio punto sobre pilares y separadas por lesenas de orden compuesto estriadas.
En el piano nobile, correspondiente al tercer y último nivel, hay cinco ventanas con cornisas de mármol y arquitrabes con decoración de dentellones y óvulos; peculiar es la inscripción memini que está por encima de ellas y sobre la portada del siglo XVI.
En el patio interior, de la estructura original sólo queda la portada de la escalera, que repite la misma decoración  del exterior; el resto del patio presenta un aspecto barroco, caracterizado por las decoraciones y modificaciones aportadas durante el siglo XVIII.
En el interior, todavía se conservan algunas partes del edificio renacentista, como las vigas de madera decoradas, restos de frescos en la capilla familiar, un capino del siglo XVI y algunas puertas decoradas.
El piano nobile alberga restos de frescos de Francesco De Mura.

## Galería de imágenes

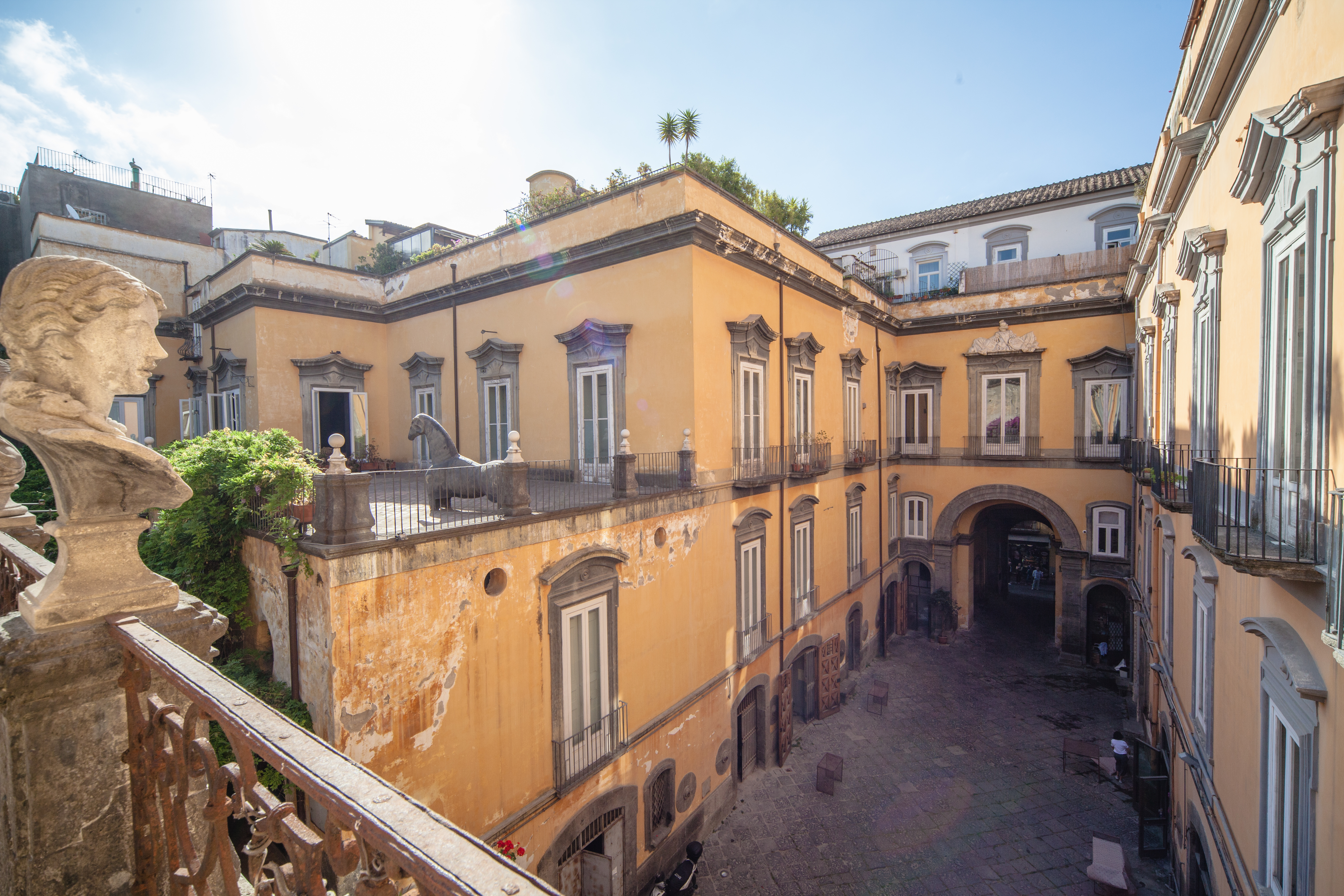
Patio (siglo XVIII).
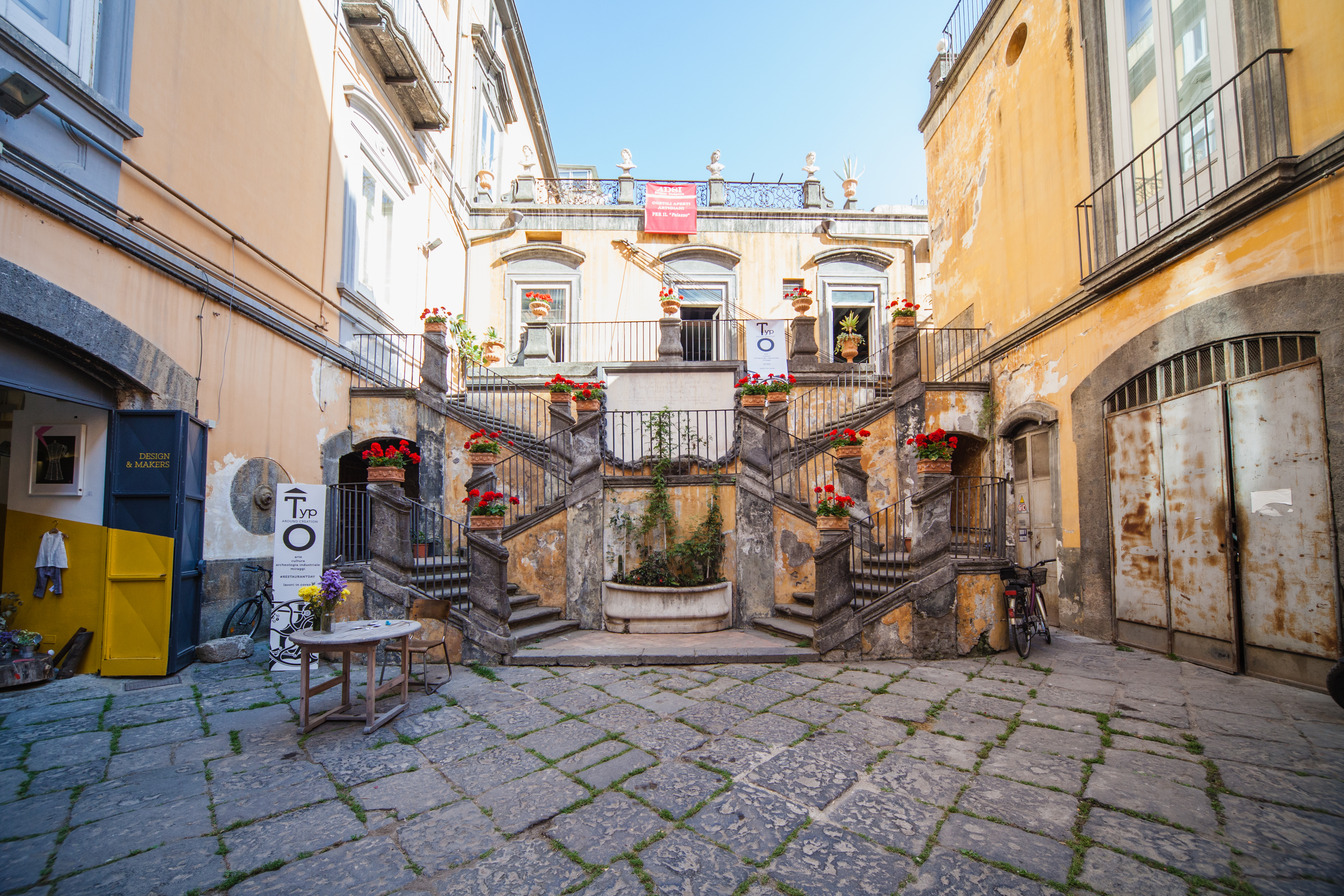
Doble escalera.
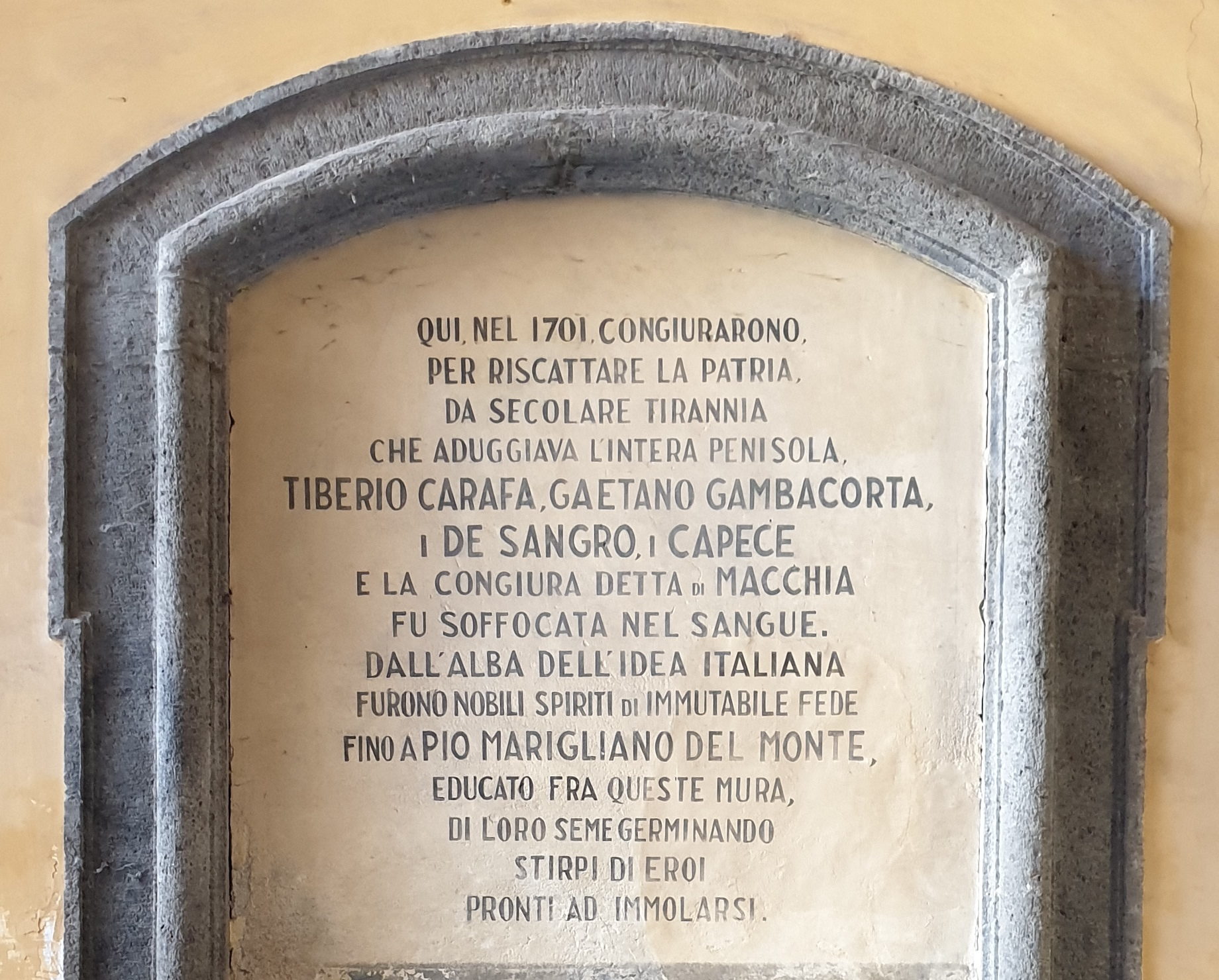
Inscripción que recuerda la conspiración de los Macchia (1701).